# 高橋和久
高橋 和久（たかはし かずひさ、1950年3月 - ）は、日本の英文学者。東京大学名誉教授。
著書『エトリックの羊飼い、或いは、羊飼いのレトリック』は、18世紀から19世紀のスコットランドの詩人、ジェイムズ・ホッグ（en:James Hogg）論。

## 略歴
東京生まれ。東京都立小石川高等学校卒、1973年京都大学文学部文学科卒業（英語学英文学専攻）、1976年東京大学大学院人文科学研究科英語英文学専門課程修士課程修了、岡山大学教養部助手、77年講師、1978年愛媛大学法文学部講師、1981年学習院大学文学部講師、1983年東京大学教養学部助教授、92年東京大学文学部助教授、94年12月同教授、95年同人文社会系研究科教授、2005－07年研究科長・学部長、15年定年退職、名誉教授、推薦入試担当室特任教授。2018年立正大学文学部教授、20年定年退職。現在、東京大学高大接続研究開発センター特任教授。

## 著書
- 『エトリックの羊飼い、或いは、羊飼いのレトリック』（研究社） 2004
- 『別の地図 　英文学的小旅行のために』（松柏社） 2023
- 「英国」小説の手ざわり』（永富友海共著、GAKKEN）2025

### 共編著
- 『ラドヤード・キプリング』（橋本槙矩共編、松柏社） 2003
- 『イギリス文学』（山内久明・高田康成共編、放送大学教育振興会） 2003
- 『一九世紀 「英国」小説の展開』（海老根宏共編、松柏社） 2014
- 『二〇世紀 「英国」小説の展開』（丹治愛共編、松柏社） 2020

### 翻訳
- 『悪の誘惑』（J・ホッグ、国書刊行会） 1980
  - 『義とされた罪人の手記と告白』（白水Uブックス）2024
- 『姦通の文学』（トニー・タナー、御輿哲也共訳、朝日出版社） 1986
- 『太陽の帝国』（J・G・バラード、国書刊行会） 1987
- 『ミステリーズ オカルト・超自然・PSIの探究』（コリン・ウィルソン、工作舎） 1987
- 『精神の生態学』下（グレゴリー・ベイトソン、佐藤良明共訳、思索社） 1987
- 『ケプラーの憂鬱』（ジョン・バンヴィル、小熊令子共訳、工作舎） 1991
- 『東京の肖像』（ピーター・ポパム、朝日新聞社） 1991
- 『この世界を逃れて』（グレアム・スウィフト、白水社） 1992
- 『果てしなき旅』（E・M・フォースター、岩波文庫） 1995
- 『女たちのやさしさ』（J・G・バラード、岩波書店） 1996
- 『ピーター・ウィルキンズの生涯と冒険』（ロバート・ポルトック、岩波書店）1999
- 『ほら話とほんとうの話、ほんの十ほど』（アラスター・グレイ、白水社） 1997、新版2024
- 『めぐりあう時間たち 三人のダロウェイ夫人』（マイケル・カニンガム、集英社） 2003
- 『プラハ 都市の肖像』（ジョン・バンヴィル、桃尾美佳共訳、DHC） 2006
- 『哀れなるものたち』（アラスター・グレイ、早川書房） 2008／ハヤカワepi文庫 2023
- 『一九八四年 新訳版』（ジョージ・オーウェル、ハヤカワepi文庫） 2009
- 『シークレット・エージェント』（ジョゼフ・コンラッド、光文社古典新訳文庫） 2019

## 参考
- https://www.l.u-tokyo.ac.jp/schema/annual_report9/nenpo9.3.20eibun.html
- 『駒場1991』